# Videoart

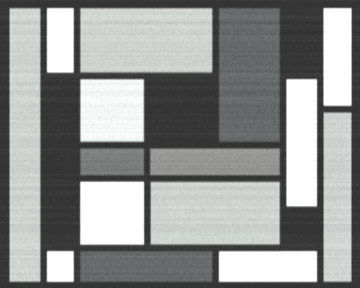
Quadrats (Homenatge a Mondrian) de Domingo Sarrey, videoart generat l'any 1968 en el centre de càlcul de la Universitat Complutense de Madrid.

El videoart és una activitat audiovisual artística que es caracteritza per l'ús d'imatges i sons amb una finalitat artística. Sorgeix de la necessitat de trobar noves formes d'expressió i estètica alternatives a la televisió convencional. El material audiovisual que es produeix es pot exposar una galeria d'art o museu, així com pot formar part d'una performance, un happening, un espectacle o pot haver-se creat exclusivament per difondre's per Internet. Es tracta d'un mitjà flexible en canvi constant que evoluciona juntament amb les possibilitats tecnològiques i artístiques de cada moment.

## Història del videoart
El videoart neix amb la popularització de la televisió als Estats Units, quan l'artista sud-coreà Nam June Paik va utilitzar la seva Sony Portapak nova per a filmar en format cinta de vídeo la processó del Papa Pau VI per la ciutat de Nova York a la tardor del 1965 i la va presentar al cafè Au Go-Go del Greenwich Village i va escriure el videoart ha nascut. Des del primer moment, el videoart es converteix en eina de treball dels diferents moviments d'art contemporani com són Fluxus o l'art conceptual.
El 1958 Wolf Vostell va incorporar un set de televisions en un dels seus obres La Habitacion Negra essent probablement la primera instal·lació que fa servir una televisió. El 1963 Wolf Vostell va presentar la seva obra 6 TV Dé-coll/age a la Smolin Gallery de Nova York i creà la primera cinta de vídeo Sun in Your Head.
Abans de la introducció de la càmera Sony Portapak, la tecnologia de la imatge en moviment només era disponible per als consumidors o artistes en films de setze mil·límetres, que no donaven la possibilitat de reproducció playback automàtica que sí que tenien les cintes de vídeo. Conseqüentment, molts artistes van començar a trobar el vídeo molt més atractiu que el cinema, i encara més quan la tecnologia va permetre editar o modificar les imatges enregistrades. Els dos exemples citats anteriorment feien servir petits trucs per crear efectes artístics en els seus treballs. L'obra Double Vision de Peter Campus va combinar els senyals de video de dues Sony Portapak mitjançant un mesclador electrònic, obtenint imatges distorsionades.
La primera obra de videoart en multi-canal (fent servir diferents monitors o pantalles) va ser Wipe Cycle, d'Ira Schneider i Frank Gillette. Es tractava d'una instal·lació de nou pantalles de televisió, que combinaven imatges dels visitants de la galeria, anuncis de televisió i cintes preenregistraddes. Les imatges anaven alternant d'un monitor a altre com si es tractés una coreografia.
El videoart, a la dècada del 1960, sorgeix lligat a una 'revolta artística' per treure l'art d'un cert estancament respecte a la seva funció crítica i social del moment. L'Art conceptual, l'art corporal, l'art natura o el computer art eren algunes de les tendències artístiques de l'època, caracteritzades sempre com a moviments artístics crítics i contestataris. El Videoart, als seus orígens, ho era tot: documents de performances, abstraccions sintetitzades, experiments tècnics, instal·lacions escultòriques… Totes aquestes projeccions artístiques començaven a circular a poc a poc pels mateixos àmbits, inclosos els museístics.
El 1970, als estudis de la San Jose State TV, Willoughby Sharp va emetre "Videoviews", una sèrie de programes d'entrevistes enregistrades amb artistes. El programa consistia en converses amb Bruce Nauman (1970), Joseph Beuys (1972), Vito Acconci (1973), Chris Burden (1973), Lowell Darling (1974) i Dennis Oppenheim (1974). A partir de la dècada del 1970, el vídeo començà a introduir-se gradualment en el mercat de l'art. Departaments especialitzats d'alguns museus prestigiosos començaven a observar sorpresos l'interès que despertaven les noves formes d'art més alternatives dels sectors culturals i artístics. A més a més, diversos artistes provinents del cinema experimental, la fotografia, les arts plàstiques, la música o el teatre, entre d'altres, proporcionaren al videoart un valor afegit que conjugava imatge i so, a través de la utilització de recursos tècnics, narratius, estètics i conceptuals, combinats amb les noves tendències electròniques i digitals de l'època. El videoart era ja una realitat manifesta a la dècada dels 70. Les obres videogràfiques començaven a adquirir la seva petita parcel·la dins dels museus d'art més importants del món, deixant una mica de banda la seva trajectòria com a art relegat al ghetto i als circuits contraculturals de l'època, però mantenint la seva qualitat d'art underground. Prova d'això van ser les primeres exposicions internacionals que es van dur a terme a la dècada dels 70.
Durant els anys 80 i 90, el videoart es desenvolupa i comença a ser un espai experimental on crear sinergies entre diferents artistes d'àmbits diferents com la fotografia, el cinema, la música o el teatre.
Als anys 80, la nova ideologia del consumisme penetra en el món de l'art i té un paper rellevant en el desenvolupament del videoart en particular. Es produeix el trencament de col·lectius de videoart i molts dels principals artistes es redirigeixen a àmbits comercials. Fins al moment, el videoart havia estat, de forma general, una pràctica contracultural i a partir d'aquest moment comença a perdre aquesta dimensió. Un dels motius d'aquest canvi de direcció és la forta intersecció entre art i comerç en els últims anys de la dècada de 1980.
A la dècada de 1990, el vídeo és una pràctica molt més habitual i natural per als joves. Al Regne Unit sorgeix el fenomen YBA (Young British Artist), una nova generació d'artistes, amb important presència fememenina i ambicions emprenedores. Les galeries comercials abracen finalment el vídeo, que passa a ser vist pel món artístic (i, sobretot, pel mercat) com un producte artístic més amb el que també es pot comerciar. Aquests joves artistes usen el videoart "de forma natural, no conscient i no crítica". Durant els any 90, per tant, el videoart viu una gran legitimtzació. En aquest període es caracteritza també per una estètica postmoderna i la importància dels ideals de la cultura popular (per davant de la història de l'art o el vídeo) en les obres. El vídeo pren una dimensió "historicista", amb obres que, a diferència dels anys 80, no fan referència a fenòmens contemporanis.
En la mateixa dècada de 1990, el cinema comença a ser present en les galeries d'art i apareix una nova forma de cinema alternatiu. Teòrics com Raymond Bellour han parlat de la galeria en aquest moment com una "tomba cinematogràfica". Entre les obres cinematoràfiques que s'introdueixen en les galeries, destaca una tendència a fetitxitzar el cinema clàssic, recuperant obres reconegudes d'aquest cinema i muntant-les de noves formes o jugant amb els seus continguts.
Finalment, el nou mil·lenni està profundament marcat per l'esvaïment de la distinció entre vídeo i cinema. El vídeo digital substitueix, en la majoria de la indústria i del món artístic, el cel·luloide. Encara que es filmi amb pel·lícula analògica, aquesta serà escanejada per ser muntada i alicar-hi els efectes de postproudcció necessaris. Per tant, aquest fet suposa el final del videoart tal com havia estat entès fins al moment (definit per la seva tecnologia diferenciada del cinema). Tot i això, el videoart continua sent un material artístic i important en museus i galeries.
Les noves possibilitats tecnològiques de l'era digital permeten l'expansió i democratització del videoart com a tècnica artística. El paper d'Internet és també molt destacable en aquest sentit. Es tracta d'un moment en què moltes de les innovacions formals o conceptuals del videoart són absorbides pel corrent principal, i les podem trobar en obres populars, anuncis comercials i altres productes per al públic general. Per altra banda, el videoart continua progressant amb diferències tendències, incloent-hi algunes que recuperen la voluntat política que tenia inicialment.

## Videoart i cinema
Els cineastes van buscar alternatives més econòmiques a la producció tradicional en cinema, d'aquesta forma sorgeix el videoart, com proposta més enfocada a persones que trenquen amb els paràmetres comercials i busquen un mitjà més econòmic però no per aquest motiu amb menys valor que les formes tradicionals de producció.
El videoart ha incidit en la producció de curtmetratges principalment, la seva estètica s'està construint amb les enormes possibilitats que brinda el suport magnètic. El videoart no necessàriament compleix amb les convencions del cinema. El videoart pot no emprar actors, diàlegs, pot no tenir una narrativa o guió, o altres convencions que generalment defineixen a les pel·lícules com entreteniment.

## Enregistrament d'accions: performances, happenings i videoperformances
L'enregistrament d'accions són accions compartides en temps real per artistes i espectadors. Es caracteritzen pel fet que generalment es desenvolupen fora dels límits de les galeries o els museus, ocupant qualsevol tipus d'espai quotidià, i solen deixar un gran marge a la improvisació. Normalment no hi ha un guió, els artistes i directors són pràcticament els mateixos. Les paraules poden estar presents però són rarament importants. La majoria de les vegades l'artista és l'“actor”, però no necessàriament l'únic, i tothom no està actuant, sinó sent ells mateixos. En qualsevol cas, es tracta d'intervencions molt
difícils de tipificar, ja que estan condicionades per la personalitat de cada artista.
Molts artistes van utilitzar el vídeo per a enregistrar happenings o performances, dues de les denominacions aplicades a l'art d'acció. Els vídeos que enregistren les performances dels artistes tenen un valor merament testimonial del seu treball en el camp de l'art d'acció.
Les fronteres entre l'art happening, art d'acció, i la performance són fluides, però una distinció es pot extreure amb facilitat. Un happening implica un conjunt d'instruccions, una ubicació i un concepte dramàtic obert, però els participants són lliures per decidir en quina mesura desitgen participar en els esdeveniments. Les accions, per contra, es basen en una idea que és aprovada per un o diversos artistes, però la seqüència d'esdeveniments és essencialment oberta, ja que l'acció té lloc en un espai públic on les trobades no planificades amb el món quotidià són inevitables.
L'art de la performance s'aproxima més a la tradicional posada en escena, la qual cosa requereix una delimitació clara entre actors i públic. Aquí, els esdeveniments poden ser meticulosament planificats o relativament espontanis: el punt important és que sempre giren entorn de les personalitats individuals dels artistes intèrprets.
Els tres gèneres tenen a veure amb un tipus especial d'intensitat, un procés orientat a la transformació de l'art que no és compatible i es resisteix a la mercantilització de l'obra d'art. Tot i que
segueix un patró conceptual identificable, un esdeveniment artístic d'aquest tipus és per si mateix únic i no pot ser reproduït. Els esdeveniments poden ser un guió, però tenen la seva pròpia dinàmica, que sovint inclou un element aleatori.
Es poden distingir dos tipus d'enregistraments d'accions:
- La performance gravada o documental reprodueix una acció en el temps. El vídeo assumeix aquí el caràcter de simple enregistrament.
- La videoperformance és una acció concebuda només tenint en compte la càmera, la qual adquireix un paper determinant indissociable d'aquesta acció.

Gairebé tots els artistes més importants del moviment Fluxus realitzaren performance en directe i inclòs involucrant i impulsant al públic a dur a terme una acció artística col·lectiva. Aquestes accions anomenades happenings, nomenat per primera vegada en 1959 per Allan Kaprow, que va ser un dels principals protagonistes es caracteritzen de forma general com a accions compartides en temps real per artistes i espectadors, diferència on radica el videoperformance.
A partir de 1957, Allan Kaprow va començar a organitzar els primers happenings en vetllades particulars amb els seus amics, però no va ser fins al 1959 quan va decidir mostrar davant del públic el seu primer happening a la galeria Reuben de Nova York. Es tractava de la peça 18 happenings en 6 parts, una acció que incloïa música, ball, diapositives i "l'acte de pintar un quadre". Segons Kaprow, un happening era "una cosa espontània, una cosa que només succeeix perquè sí", i Marshall McLuhan el definiria com "una situació sobtada sense argument".
En la seva forma pura –tal com el va concebre inicialment Kaprow–, el happening es resistia al mercat de l'art tradicional remarcant el seu caràcter d'esdeveniment, de representació única, ja que a diferència de les obres plàstiques, només existeix una vegada i, per tant, no es pot col·leccionar. Aquesta "puresa" desapareix quan alguns artistes comencen a necessitar algun tipus de prova de les seves obres per documentar-les o amb intencions comercials: apareixen llavors les primeres fotografies, les pel·lícules i els vídeos que registren l'acció.
La videoperformance és la gravació a través d'una càmera de vídeo d'una acció que aconsegueix un artista sense audiència davant la càmera i que sigui considerada com una obra d'art per aquests. L'artista fa les accions amb l'única finalitat de ser gravades en vídeo. Es caracteritza pel fet que no hi són editades, coincideixen el temps real i de la imatge: llargs plans seqüència on la càmera no modifica la seva posició, sense planificació i amb recursos propis de la imatge pobres. Sense testimonis i davant només la presència de la càmera, el que reforça l'aïllament i solitud de la càmera. Es fa un ús enginyós de l'ús de la tecnologia malgrat els mitjans són senzills.
El subjectivisme marcat que es dona en la majoria dels videoperformances està supeditat a les condicions d'aïllament d'uns autors que treballen sols en la intimitat dels seus estudis i que solen utilitzar la pantalla com a mirall. En la major part dels videoperformances hi ha el culte a la individualitat, però també hem de tenir en compte que la principal preocupació dels artistes d'aquesta època és la de representar l'ésser humà, els seus problemes i preocupacions més íntimes, per mitjà del seu propi cos. La intenció era desmaterialitzar la producció d'art i identificar cada vegada més l'art amb la vida. Aquest enfocament també va ser influenciat per altres moviments més polititzats com el situacionisme.

## Videoart i espectacle en viu
La tècnica del videoart es fusiona amb l'espectacle en viu en propostes artístiques que es caracteritzen per l'ús del vídeo com un element més d'un treball multidisciplinari. Es tracta de produccions per a ser portades a un espai físic. Una de les companyies pioneres és l'Agrupación Señor Serrano, una companyia barcelonina que combina l'Apropiacionisme de vídeos amb la filmació en directe, so, maquetes de dimensions petites i actors. Un altre exemple és la companyia Insectotròpics, que produeixen espectacles on es barreja la pintura, el teatre, la música i el happening. També Big Art Group, de Nova York, en són un exemple.
La principal característica és que es basa en la interacció entre diferents disciplines artístiques, tenint el videoart en té un paper destacable en espectacles com A house in Asia (2014) de l'Agrupación Señor Serrano o The Legend of Burning Man (2017) d'Insectotòpics.

## El corrent crític del videoart
Existeix un corrent crític entre els videoartistes, que mantenen una actitud compromesa amb la realitat social i política en què viuen. Aquests artistes critiquen les injustícies socials i polítiques a través de les seves obres i les converteixen en instruments que poden ajudar a canviar la societat.
Les primeres manifestacions crítiques dels videoartistes tenen lloc als Estats Units, durant les dècades dels anys 60 i 70, una època convulsa i de fortes crítiques contra les polítiques del govern nord-americà per la guerra de Vietnam. Es tracta d'un època de manifestacions estudiantils, revoltes culturals i moviments que denuncien la guerra, la discriminació racial i de gènere i l'homofòbia.
Els videoartistes compromesos van dirigir també les seves crítiques contra els mitjans de comunicació de masses, especialment la televisió, que era considerada com una eina d'alienació i de control i manipulació del sistema. En aquest sentit, van aparèixer moviments de denúncia, com Guerrilla Television.

## El videoart a l'estat espanyol
A mitjans dels anys 70, un seguit de productors van sumar-se a la tècnica del videoart en un context on el vídeo com a art no era habitual. Els artistes proposaven una nova manera d'entendre la successió d'imatges i sons que contrastava amb la narrativa hegemònica. Va ser l'any 1974 quan es va realitzar un taller sobre videoart a la Sala Vinçon del Museu d'Art Contemporani de Barcelona. L'any 1984, el Festival Internacional de Cinema de Sant Sebastià va inaugurar una secció dedicada al videoart. La primera gran exposició dedicada exclusivament al videoart va ser l'any 1990 al Museu Reina Sofia de Madrid, que va suposar la legitimació d'un nou llenguatge artístic.
Els videoartistes treballaven a partir de la desmaterialització de l'art mitjançant la tècnica de l'apropiació i el desmuntatge de peces ja existents. Entre d'altres, els treball dels pioners del videoart demanava el compromís dels espectadors, la necessitat de perspectives feministes enfront del missatge predominant a la TV i es basava en l'exporació de noves possibilitats escèniques. Tot plegat va ser impulsat per persones com Eugènia Balcells, molt crítica amb la societat de consum i els mass media. Una de les seves obres més destacades és Going through languages (1981), que contraposa el procés d'elecció de la Miss Universe amb el dia a dia d'una dona a la seva cuina. Antoni Muntadas, Carles Pujol, Francesc Torres i Iturrioz o Josep Montes-Baquer són altres artistes pioners de més ressò.
Actualment, el videoart és un llenguatge en plena efervescència productiva, amb iniciatives molt diversificades i propostes alternatives. L'Arxiu Xcèntic del Centre de Cultura Contemporània de Barcelona es dedica a recopilar una bona part dels curtmetratges experimentals i treballs similars del videoartistes internacionals. A més a més, des del mateix CCCB es promou la creació d'assajos videoartístics amb el Programa Soy Cámera, que publica els seus treballs en un canal de YouTube.

## Festivals de videoart
A partir dels anys 70, el vídeo començaria a introduir-se gradualment en el mercat de l'art. Departaments especialitzats d'alguns museus prestigiosos començaven a observar sorpresos l'interès que despertaven les noves formes d'art més alternatives dels sectors culturals i artístics. No només això, sinó que artistes provinents del cine experimental, la fotografia, les arts plàstiques, la música o el teatre, entre d'altres, proporcionaven al videoart un valor afegit extra que conjugava imatge i so, a través de la utilització de recursos tècnics, narratius, estètics i conceptuals, combinats amb les noves tendències electròniques i digitals de l'època.
El videoart era ja una realitat manifesta a la dècada dels anys 70. Les obres videogràfiques començaven a adquirir la seva petita parcel·la dins dels museus d'art més importants del món, deixant una mica de banda la seva trajectòria com a art relegat al ghetto i als circuits contraculturals de l'època, però mantenint la seva qualitat d'art underground. Prova d'això van ser les primeres exposicions internacionals que es van dur a terme a la dècada dels 70.
L'impacte del videoart en els primers festivals i exposicions de l'època, per tant, no va esdevindre de manera trivial i superficial, sinó més aviat tot el contrari.
L'any 1972 va aparèixer per primera vegada i amb una secció pròpia en la documenta 5 de Kassel. Documenta und Museum Fridericianum gGmbh és una organització sense ànim de lucre patrocinada i finançada per l'Ajuntament de Kassel, l'Estat de Hessen i la Fundació Cultural de la República Federal d'Alemanya.
documenta no només es va convertir en un fòrum de les tendències actuals de l'art contemporani, des de l'any del seu naixement el 1959, sinó també en un espai on es posaven a prova els nous conceptes i estàndards de configuració de les exposicions de l'època. A cadascuna de les seves edicions, documenta s'ha convertit en eix principal de la renovació del discurs internacional sobre l'art. Per tant, és de vital importància destacar l'aparició del Videoart en aquesta escena artística.
Però la dècada dels anys 70 va significar molt més per al videoart. La Biennal de Venècia, institució sense ànim de lucre subvencionada per l'Estat Italià i una de les institucions culturals més importants i prestigioses del món, també va ser punt de referència i de partida per a aquest nou concepte artístic.
Posteriorment, el videoart va tindre també el seu propi espai al The First Annual National Video Festival, organitzat pel College of Art and Design i el Walker Art Center de Minneapolis, fòrum cultural amb més de 100 anys d'història. Dos anys més tard, l'any 1973 va trobar el seu espai a la Fira d'Art de Colònia, coneguda com a Art Cologne, fira d'art creada a Alemanya l'any 1967 i que actualment segueix congregant a més de dues-centes galeries d'art de 25 països diferents, al mateix temps que també va deixar la seva impremta al Museu d'Art Modern de París.
L'any 1975 el videoart va tindre presència en la XII Biennal de São Paulo, exposició creada l'any 1951 i que es va inaugurar amb una mostra de pràcticament 2.000 obres de 730 artistes diferents, i també en la Fira d'Art de Basilea. Aquests van ser els festivals i exposicions que van donar els primers estímuls internacionals al videoart.

## Llista de videoartistes
- Bestué-Vives
- Vito Acconci
- Eija-Liisa Ahtila
- Doug Aitken
- J. Tobias Anderson
- Matthew Barney
- Maurice Benayoun
- Sadie Benning
- Peter Campus
- Jordi Colomer
- Carles Congost
- Chris Cunningham
- Juan Downey
- Valie Export
- Douglas Gordon
- Rodney Graham
- David Hall
- Gary Hill
- Pierre Huyghe
- Runa Islam
- Christian Jankowski
- Taly and Russ Johnson
- Joan Jonas
- David Lamelas
- Lennie Lee
- Mary Lucier
- Cecilia Lundqvist
- Paul McCarthy
- Kevin McCoy
- Steve McQueen
- Bjorn Melhus
- Ana Mendieta
- Aernout Mik
- MTAA
- Antoni Muntadas
- Bruce Nauman
- Shirin Neshat
- Jun Nguyen-Hatsushiba
- Graham Nicholls
- Marcel Odenbach
- Orlan
- Arthur Omar
- Tony Oursler
- Nam June Paik
- Mabel Palacin
- Zhang Peili
- Raqs Media Collective
- Relja Penezic
- Paul Pfeiffer
- Daniel Pflumm
- Fabrizio Plessi
- Jeroen de Rijke
- Pipilotti Rist
- Don Ritter
- Miroslaw Rogala
- David Rokeby
- Martha Rosler
- Anri Sala
- Jacqueline Salloum
- Domingo Sarrey
- Julia Scher
- Ira Schneider
- Cindy Sherman
- Lorna Simpson
- Michael Snow
- Konstantia Sofokleous
- Doron Solomons
- Lisa Steele
- Jana Sterbak
- Fiona Tan
- Sam Taylor-Wood
- Pascale Marthine Tayou
- Diana Thater
- Steina i Woody Vasulka
- Bill Viola
- Wolf Vostell
- Jeremy B. Warner
- Mark Wallinger
- Andy Warhol
- Gillian Wearing
- Peter Weibel
- Jane i Louise Wilson
- Shaun Wilson
- Eva Koch
- Doris Totten Chase[31]
- Sandra Kogut
- Sigalit Landau
- Gerard Freixes
- Hito Steyerl
- Elsa Justel